# Appomattox Court House
Appomattox Court House ist ein National Historical Park der USA im Bundesstaat Virginia, der an das Ende des Amerikanischen Bürgerkriegs erinnert. In dem kleinen, heute unbewohnten Ort etwa 30 Kilometer östlich von Lynchburg kapitulierte am 9. April 1865 die Nord-Virginia-Armee der Konföderierten Staaten von Amerika unter General Robert E. Lee vor den Truppen der Union unter Generalleutnant Ulysses S. Grant. Obwohl es danach vereinzelt noch weitere Kampfhandlungen gab, gilt diese Kapitulation als Schlusspunkt des Sezessionskriegs zwischen Nord- und Südstaaten.

## Die Kapitulation

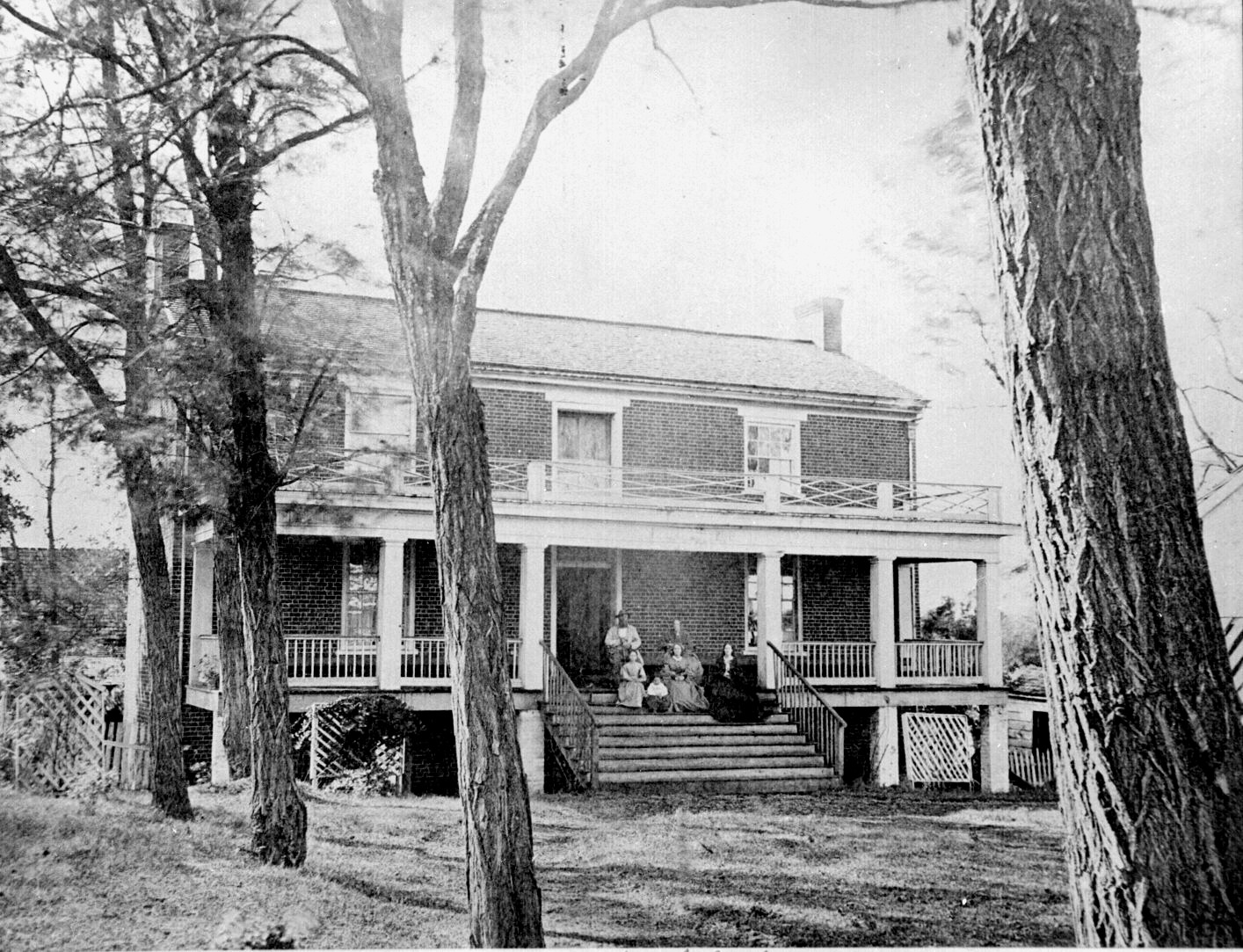
McLean House, April 1865

Nach dem Fall von Richmond, der Hauptstadt der Konföderation, plante General Lee, sich mit den Resten der Nord-Virginia-Armee nach Süden abzusetzen und diese mit der Tennessee-Armee General Joseph E. Johnstons zu vereinigen. Bei Appomattox Court House wurden Lees Einheiten jedoch von General Grants James- und Potomac-Armee eingeholt und umstellt. Am frühen Morgen des 9. April scheiterte in der Schlacht von Appomattox ein letzter Angriff der konföderierten Truppen. Daraufhin beschloss Lee, Grant aufzusuchen und seiner Aufforderung zur Kapitulation nachzukommen. Grants Bedingungen waren äußerst großzügig: Die konföderierten Soldaten mussten lediglich ihre Waffen abgeben; anschließend stand es ihnen frei, nach Hause zu gehen.
Da der 9. April auf einen Sonntag fiel, war das Gerichtsgebäude, nach dem Appomattox Court House benannt ist, geschlossen. Die Unterzeichnung der Kapitulationsurkunde fand daher nicht dort, sondern im nahegelegenen Privathaus des Farmers Wilmer McLean statt. Ein historischer Zufall hatte es gewollt, dass McLean auch der Besitzer einer Farm in Manassas war, auf deren Grund und Boden vier Jahre zuvor die Erste Schlacht am Bull Run, die erste des Bürgerkrieges, stattgefunden hatte. McLean stellte später also mit einer gewissen Berechtigung fest, der Krieg habe in seinem Vorgarten begonnen und in seinem Wohnzimmer geendet.

## Appomattox heute

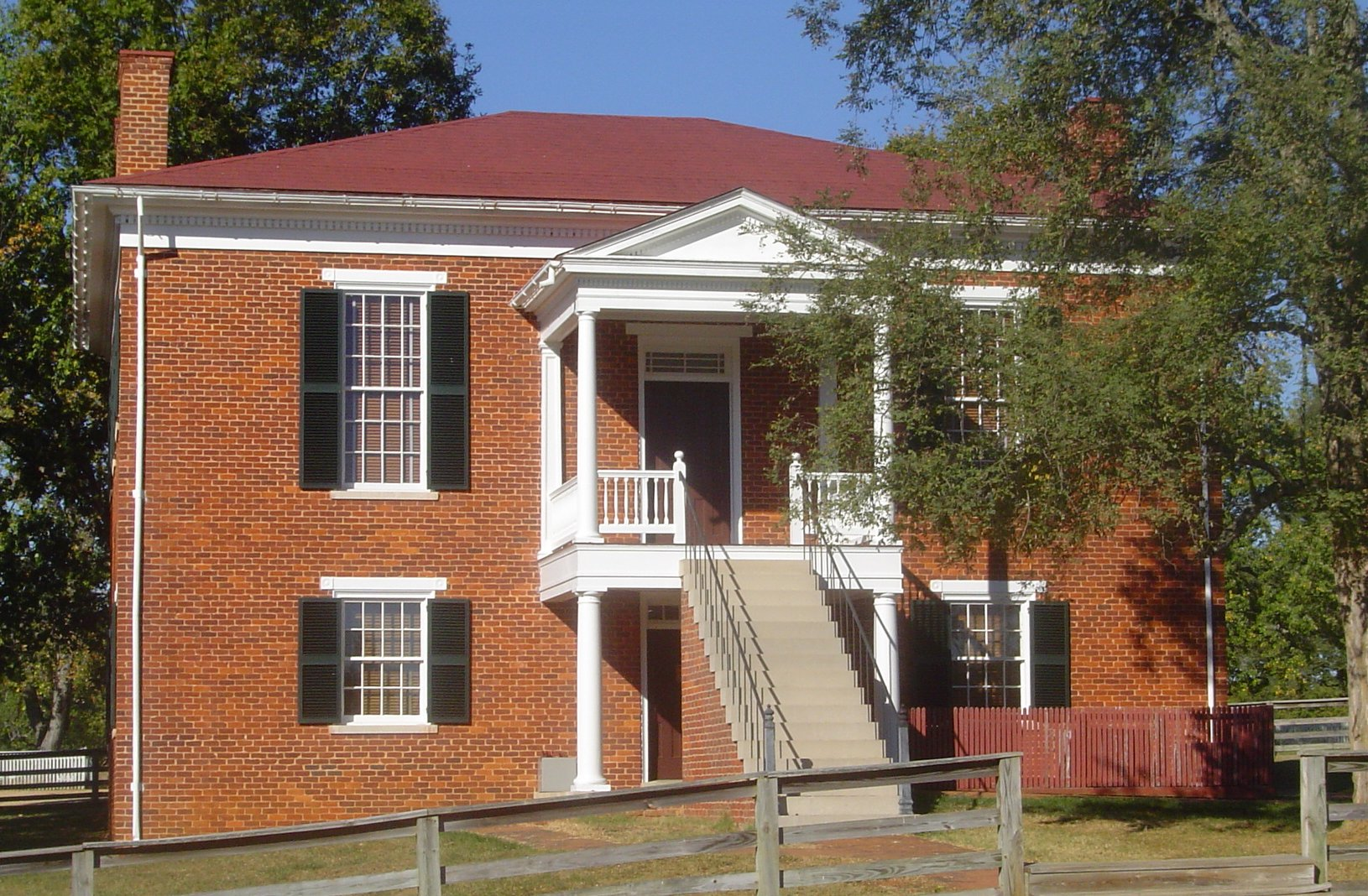
Das Gerichtsgebäude, welches dem Ort seinen Namen gab

Der kleine Ort Appomattox Court House, der nur aus wenigen Farmhäusern, einem Laden und einem Gerichtsgebäude bestand, wurde schon Ende des 19. Jahrhunderts wieder aufgegeben. Er verfiel in den folgenden Jahrzehnten zusehends, zumal im ehemaligen Konföderiertenstaat Virginia kein Bedürfnis danach bestand, eine Gedenkstätte am Ort einer Niederlage einzurichten. Erst am 10. April 1940 erklärte der US-Kongress Appomattox Court House zum National Historical Park. Die verbliebenen Gebäude wurden teils restauriert, teils nachgebildet und das sie umgebende Farmland von ca. 4 km², auf dem 1865 die beiden gegnerischen Armeen gelagert hatten, zu einer Gedenkstätte erklärt. Heute ist Appomattox Court House ein großes Freilichtmuseum im Besitz der US-Bundesregierung, das durch den National Park Service betrieben wird.